# Horst Sindermann
Horst Sindermann (Dresda, 5 settembre 1915 – Berlino Est, 20 aprile 1990) è stato un politico tedesco.
Esponente del Partito Socialista Unificato di Germania (SED), il 3 ottobre 1973 fu eletto Presidente del Consiglio dei ministri della Repubblica Democratica Tedesca ("Vorsitzender des Ministerrates der DDR"). Conservò tale carica fino al 29 ottobre 1976, quando fu eletto Presidente della Camera del Popolo ("Präsident der Volkskammer"), dove rimase fino al 1989.
È stato lui nel 1961 a coniare l'espressione antifaschistischer Schutzwall (muro antifascista) con cui sarebbe stato ufficialmente indicato il Muro di Berlino nella DDR.

## Biografia
Sindermann è nato il 5 settembre 1915, figlio del Funzionario del SPD sassone Karl Sindermann. Suo fratello era Kurt Sindermann, membro del Landtag sassone nel 1929-1933. 
Dopo aver frequentato la scuola elementare e la scuola di grammatica Sindermann nel 1929 diviene membro dei Giovani Comunisti di Germania (KJVD). Nel 1933 fu arrestato e condannato a otto mesi di carcere perché collegato alla resistenza contro il nazismo. Nel 1935 Sindermann fu condannato a sei anni di reclusione con l'accusa di alto tradimento nel carcere di Waldheim, è stato poi internato nel Campo di concentramento di Sachsenhausen e Mauthausen dove rimase in carcere fino al 1945.
Nel 1945, dopo la sua liberazione dal campo di concentramento di Mauthausen da parte della US Army, si è unito al KPD e nel 1946 dalla fusione forzata del SPD e del KPD, come membro del SED. Sindermann ha lavorato come redattore capo del sassone Volkszeitung di Dresda e il Volksstimme a Chemnitz. Nel frattempo ha iniziato ad avere problemi con Otto Grotewohl, venendo criticato per il suo matrimonio con una ex funzionaria nazista. Nel 1950 ha istituito la Commissione di controllo centrale del Partito contro di lui, presumibilmente durante il regime nazista aveva tradito gli amici comunisti alla Gestapo, ma sembra essere stata comprovata la sua innocenza nel processo. Dal 1950 al 1953, Sindermann è stato redattore del Mitteldeutsche Zeitung di Halle.
Tra il 1954 e il 1963, Sindermann è stato a capo dell'agitazione interna del ZK del SED. Dal 1963 al 1971 è stato Primo segretario dei dirigenti distrettuali del SED di Halle, anche lui era il Politburo ha ricevuto il SED. Dal 1971 al 1973 ha ricoperto la carica di Vice Presidente del Consiglio dei Ministri della DDR.
Dal 1963 al 1989 è stato deputato della Volkskammer. Ciò ebbe inizio per Sindermann il 3 ottobre 1973, quando il Presidente del Consiglio dei Ministri della DDR, il suo predecessore Willi Stoph venne eletto presidente del Consiglio di Stato. A causa della politica economica liberale venne sostituito da Honecker nel 1976 di nuovo con Stoph. Questo accadde in occasione della riunione costitutiva della Volkskammer il 29 ottobre 1976 presso lo stesso Honecker al Consiglio di Stato, Stoph venne eletto Presidente del Consiglio dei Ministri e Sindermann divenne di nuovo presidente di sezione della Volkskammer. Dal 1976 al 1989 Sindermann ha ricoperto la carica di presidente della Volkskammer Anche se da protocollo era il terzo uomo con l'affidamento dei poteri, per il resto gli furono affidatili compiti poco influenti.
Il 3 dicembre 1989 i membri esclusi del SED / PDS sedettero temporaneamente in attesa di giudizio. I Pubblici ministeri e un comitato della Volkskammer si trovarono contro di Sindermann, muovendo l'accusa di aver abusato dei suoi privilegi. Per una carica, ma senza sussistenza del fatto.
Dopo il suo rilascio dalla custodia, ha rilasciato un'intervista alla rivista "Der Spiegel", in cui confessò: "Siamo stati cacciati dal popolo, non da una 'controrivoluzione'. Appariremmo ridicoli se definissimo Bärbel Bohley, il pastore Eppelmann e altri come 'controrivoluzionari'. La rivolta non violenta non rientrava nella nostra teoria. "Questa intervista fu pubblicata due settimane dopo la sua morte, secondo l'editoriale il testo fu autorizzato. La sua autobiografia è rimasta incompiuta, si conclude con il periodo del dopoguerra 1945-1946.
Il suo figliastro è stato l'attore Peter Sindermann.

## Galleria d'immagini

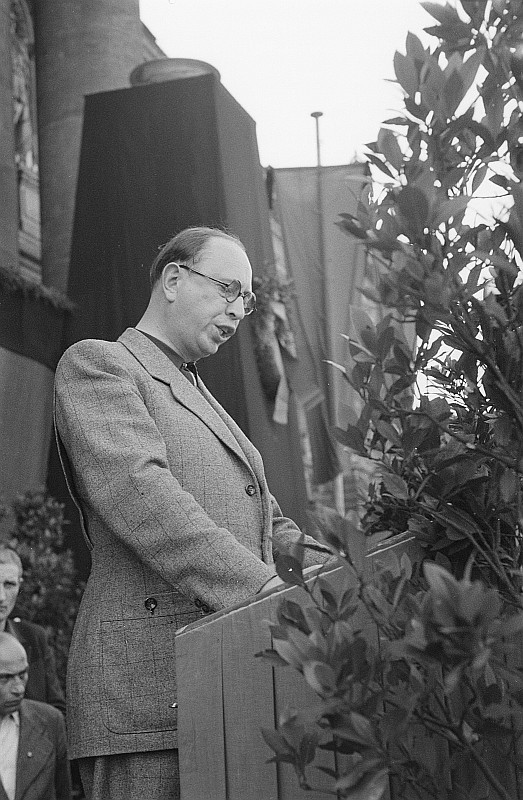
Horst Sindermann, 1949
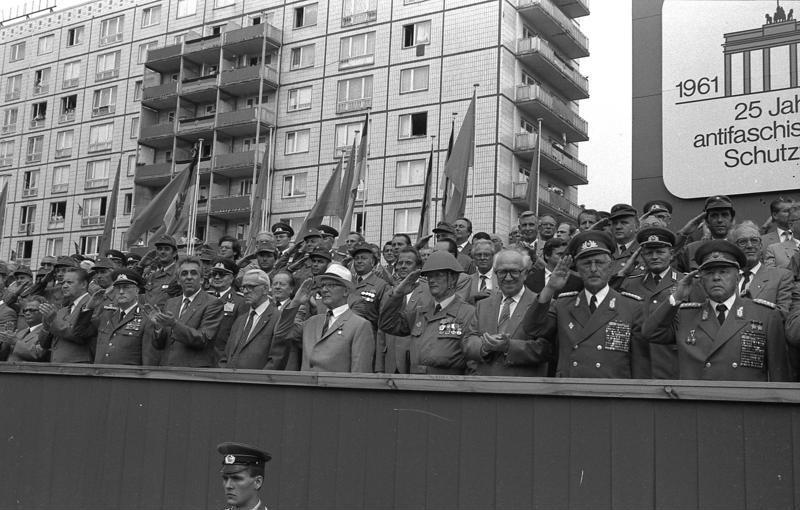
Celebrazioni per il 25º anniversario della costruzione del Muro di Berlino